# كاب شا (كيبك)
كاب شا (بالإنجليزية: Cap-Chat, Quebec)‏ هي بلدية محلية في كيبيك تقع في كندا في La Haute-Gaspésie. يقدر عدد سكانها بـ 2,623 نسمة ومساحتها 207.40 كم2 .

## أعلام
- باتريس ميشو
- كاثلين